# Дмитриевский, Вячеслав Иосифович
Вячеслав Иосифович Дмитрие́вский (1902—1988) — советский учёный и конструктор авиационных двигателей.

## Биография
Окончил (1925) Военно-воздушную академию РККА имени профессора Н. Е. Жуковского.
До 1930 году работал в ЦАГИ, затем (до 1988 года) в ЦИАМ.
В 1930—1954 по совместительству преподавал в МАИ имени С. Орджоникидзе, ВВИА имени профессора Н. Е. Жуковского.
В годы Великой Отечественной войны вместе с Центральным институтом авиационного моторостроения (ЦИАМ) был эвакуирован в Уфу. В 1942—1943 годах: заведующий кафедрой конструкции авиационных двигателей Уфимского авиационного института.
Доктор технических наук (1940), профессор (1945).
Создатель лопаточных машин для авиационных поршневых и турбореактивных двигателей.

## Награды и премии
- орден Ленина (16 сентября 1945)
- орден Трудового Красного Знамени (1941)
- орден «Знак Почёта»
- медали
- Сталинская премия II степени (14 марта 1941) — за разработку конструкций нагнетателей и турбокомпрессоров для авиамоторов[3]
- Сталинская премия III степени (1950) — за работы в области моторостроения